# Yixian-Formation
Die Yixian-Formation (义县组,  Yìxiàn zǔ) ist eine geologische Formation in Liaoning im Nordosten der Volksrepublik China, die bekannt ist für ihren Fossilreichtum. Sie ist nach dem Kreis Yi (义县,  Yì Xiàn) der bezirksfreien Stadt Jinzhou im Südwesten der Provinz benannt.
Die Yixian-Formation entstand in der Unterkreide und ist die ältere von zwei Formationen, welche gemeinsam die Jehol-Gruppe bilden. Ihr geochronologisches (absolutes geologisches) Alter ist noch nicht geklärt, liegt aber in etwa im Zeitraum 130 bis 120 mya (Barremium/unteres Aptium). Sie wird von der jüngeren Jiufotang-Formation überlagert. Ihr Fossilreichtum wurde erstmals offenkundig, als das Japanische Kaiserreich das Rehe (auch „Jehol“) – eine große Provinz in der Mandschurei (Nordostchina) – besetzt hielt. Bereits während der Besatzungszeit hatten mehrere japanische Wissenschaftler die fossilen Überreste von ausgestorbenen Fisch- und Reptilienarten, darunter möglicherweise Choristodera (wasserlebende Reptilien), entdeckt. Mit der japanischen Niederlage am Ende des Zweiten Weltkriegs im Jahr 1945 gerieten diese Entdeckungen jedoch in Vergessenheit. Im Jahr 1949 kam die Region unter die Verwaltungshoheit der Kommunistischen Partei Chinas; seitdem haben ausschließlich chinesische Wissenschaftler die reiche Fossilfauna untersucht. In den 1990er-Jahren wurden außergewöhnliche Fisch- und Dinosaurierfossilien aufgefunden. 1996 kamen in Yixian eine Reihe von Dinosaurierfossilien zum Vorschein, die das Verständnis dieser Tiere revolutioniert haben, etwa die Funde gefiederter Dinosaurier. 2011 wurde mit Leefructus mirus eine ausgestorbene Pflanzenart aus der Familie der Hahnenfußgewächse wissenschaftlich beschrieben, im gleichen Jahr mit Pseudopulex magnus ein blutsaugendes Insekt, 2013 der enantiornine Vogel Sulcavis geeorum, der gerillte Zähne besaß.

## Datierung
Die Yixian-Formation war ursprünglich an die Grenze Oberjura-Unterkreide gestellt worden, d. h. 145 mya. Neue radiometrische Untersuchungen haben ein jüngeres Alter ergeben, ihr Ablagerungszeitraum wird demnach mit 125–121 mya datiert; Zhou et al. fanden ein Mindestalter von 128,2 bis 121,6 mya, dies entspricht Barremium bis unteres Aptium (mittlere Unterkreide).